# عباس هرشي
عباس هرشي (مواليد 11 مايو 1936) هو مبارز بالسيف مغربي، مثّل بلاده في الألعاب الأولمبية الصيفية 1960.

## روابط خارجية
عباس هرشي على موقع أوليمبيديا (الإنجليزية)